# Dominique Aulanier
Dominique Aulanier (Saint-Chamond, 13 settembre 1973 – Portiragnes, 31 luglio 2020) è stato un calciatore francese, di ruolo centrocampista.

## Biografia
Era soprannominato Bibiche. Muore nel 2020, all'età di 46 anni, in seguito ad una crisi cardiaca.

## Carriera
Cresciuto calcisticamente nel Saint-Étienne, col quale esordì a 21 anni in Division 1, passò la maggior parte della propria carriera nel Nizza, di cui vestì la maglia per quasi 6 stagioni, intervallate da un prestito al Nîmes nel 1998, con cui giocò anche nella Coppa delle Coppe 1997-1998 nella quale mise a segno una doppietta contro lo Slavia Praga, suoi unici gol internazionali. Lasciato il Nizza giocò per Cannes, Sète, PCAC Sète e AS Béziers in patria e Sion ed Estoril Praia all'estero.